# Tragica incertezza
Tragica incertezza (So Long at the Fair) è un film del 1950 diretto da Terence Fisher e Antony Darnborough.
La trama trae spunto da una leggenda urbana che già aveva ispirato il film La peste di Parigi del 1938.

## Trama
Parigi, 1899. L'inglese Johnny Barton arriva assieme alla giovane sorella Vicky per visitare la città e la grande esposizione universale.
I due prendono alloggio per due notti nelle stanze 17 e 19 dell'Hotel de la Licorne. Il mattino dopo, però, Johnny sembra scomparso e nessuno sembra averlo mai visto. La direttrice dell'hotel afferma anche che la ragazza è arrivata sola e che non esiste la stanza 19.
Vicky disperata per la scomparsa del fratello, si rivolge sia all'ambasciatore inglese che al commissario di polizia ma senza esito, tanto da seguire a malincuore il consiglio di Madame Hervé di ripartire per Londra, ma un biglietto lasciato nella sua stanza da George Hathaway, un pittore che la sera prima aveva chiesto degli spiccioli in prestito a Johnny per pagare un vetturino, dato che questi non aveva il resto per una banconota, riaccende però le speranze della ragazza che si rivolge quindi a George, il quale si dimostra ben disposto ad aiutare la ragazza e a risolvere il mistero.
Dopo aver preso una camera nello stesso albergo, George con l'aiuto di Vicky scopre che esiste la camera 19 e, chiamato il commissario di polizia, Madame Hervé finalmente rivela la verità e cioè che Johnny si era sentito molto male e un dottore, chiamato dalla Madame, lo aveva  portato all'Ospedale delle Suore di Carità.
George chiede aiuto ad un suo amico, il dottor Hart, e insieme a Vicky raggiungono l'ospedale, dove scoprono che Johnny è stato colpito dalla morte nera, la peste, contratta  a Tangeri dove i due fratelli avevano soggiornato prima di raggiungere Parigi.
L'uomo era stato nascosto per evitare che la notizia della malattia si diffondesse per la città e che l'Esposizione Universale si trasformasse in un fiasco colossale.
Il dottor Hart, visitato Johnny, rassicura Vicky che il fratello non delira più e che vi sono buone probabilità per un felice decorso della malattia.
Rassicurata, la giovane ragazza si allontana sottobraccio a George, ormai innamorato di lei.